# Nikolaj Berďajev
Nikolaj Alexandrovič Berďajev (rusky Николай Александрович Бердяев, přepisován také jako Berdyaev, Berdjajew nebo Berdiaeff; 6.jul./ 18. března 1874greg., Kyjev – 24. března 1948, Clamart) byl ruský křesťanský filosof a publicista, blízký personalismu.

## Život
Rod, ze kterého Berďajev pocházel, zaujímal v carském Rusku dosti významné postavení. Berďajevův praděd byl novorossijským generálním gubernátorem a jeho děd byl atamanem Vševelikého vojska donského. Otec Nikolaje byl důstojník kavalerie, tak jako jeho předci. Ze šlechtického rodu byla i Berďajevova matka. Pocházela z rodu Kudaševových a vzhledem k tomu, že její matka byla z francouzského rodu Choisel, považovala se taktéž za Francouzku. Tato žena, jak píše Berďajev ve své autobiografii, se dokonce nenaučila používat spisovnou ruštinu. Veškeré dopisy psala ve francouzštině.
Mladý Nikolaj navštěvoval nejdříve kadetní školu, přičemž měl možnost ji kdykoli opustit a jít studovat na pážecí školu v Petrohradě určenou pro potomky významných rodin. Ale Berďajev kadetku opustil a začal se připravovat na maturitní zkoušky, po kterých chtěl nastoupit na vysokou školu. Roku 1894 ukončil středoškolská studia maturitou a pokračoval studiem na vysoké škole. Začal studovat Kyjevskou přírodovědeckou fakultu a později přestoupil na fakultu právnickou.
Univerzitu nedokončil, protože ho v roce 1898 arestovali kvůli účasti v socialistickém hnutí. V této době se projevuje Berďajevův charakteristický rys, kterým je neustálá revolta vůči zavedeným pořádkům a vůči nedotknutelným autoritám. Berďajev se aktivně zúčastňoval schůzí marxistů. Vyhnanství ve Vologodské gubernii v centrálním Rusku na sebe nenechalo dlouho čekat. Ovšem pro Berďajevovu filozofii mělo vyhnanství zásadní význam. Dochází u něj k náboženskému obratu a začíná „bohohledačské“ období, které až do jeho smrti neskončí.

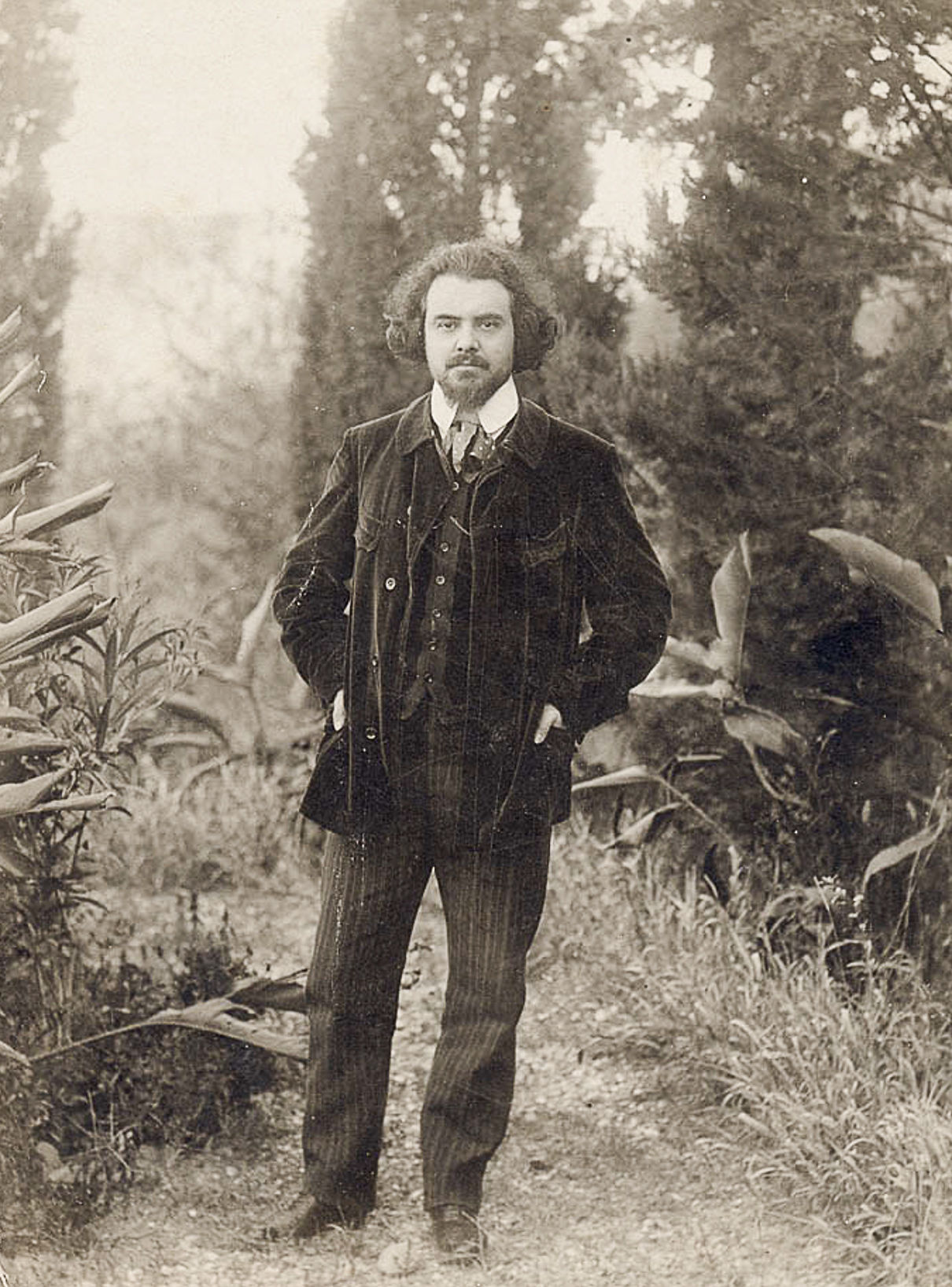
Nikolaj Alexandrovič Berďajev

Po návratu z vyhnanství se Berďajev oženil a přestěhoval do hlavního města Petrohradu. Zde se objevil v centru dění nejen kulturního a politického, ale i revolučního. O tom se přesvědčil v roce 1905, kdy byla před Zimním palácem krvavě potlačena demonstrace předznamenávající revoluci roku 1917. Kvůli značně napjaté situaci se car ještě roku 1905 rozhodl ustavit parlament; tedy Dumu (od ruského думать – myslet). Po dalším roce dochází ještě k úpravám ústavy, které vedou k jejímu dalšímu „zdemokratičtění“. Snahy posledního cara „Vší Rusi“ Mikuláše II. byly „labutí písní“ starých časů.
Filozofický radikalismus 19. století s jeho poblouzněním části ruské společnosti, politická liberalizace poměrů na začátku 20. století, neutěšené poměry probíhající první světové války s negativní bolševickou agitací a rozvratem armády vedly k únorovému politickému převratu v Rusku a nástupu slabé a desorientované vládní moci a vyústily v říjnu/listopadu téhož roku v puč a převzetí moci bolševiky. Tento dramatický převrat byl pak následován jednou z nejkrutějších a nejdelších občanských válek v celých dějinách, trvající až do roku 1921.
Radikální změna, pauperizace a krutost společenských poměrů dopadla tvrdě i na Berďajeva. Do roku 1922 byl dvakrát vězněn. V roce 1918 dokázal založit „Svobodnou akademii duchovní kultury“ (rusky Вольфил), ale již v roce 1922 byl donucen opustit nově vzniklý Sovětský svaz. Nějaký čas žil Berďajev v Berlíně, kde s pomocí organizace YMCA založil „Náboženskou akademii“.
Velké množství ruských emigrantů se nacházelo v Paříži a k nim se Berďajev připojil v roce 1925. I zde byl filozof neobyčejně aktivní a obnovil vydávání časopisu „Путь“(česky Cesta), který vycházel v rozmezí let 1926 až 1939. Francie poskytla Berďajevovi relativní klid na práci. Proto většina jeho filosofického díla vznikla právě tam. Nikolaj Alexandrovič Berďajev už se do své rodné země nikdy nepodíval, ovšem jeho dílo dokazuje, že se od Ruska ve svých myšlenkách nikdy neodpoutal. Zemřel v roce 1948 v Clamartu u Paříže.

## Berďajevův filozofický konstrukt
Náboženská a mystická filozofie vechovského bohohledače Nikolaje Berďajeva byla jednou z raných odrůd existencialismu. Berďajev říká o sobě, že „byl vždy existenciálním filosofem“, a to dokonce dříve, než se díky Heideggerovým, Jaspersovým a zvláště Sartrovým knihám stal existencialismus módou, dříve, než se slovo existencialismus začalo používat.

### Marxismus
Berďajev se seznámil s myšlenkami ruského socialismu už na střední škole, ovšem až při studiu na vysoké škole začal nad socialismem přemýšlet systematicky. Zásadním je tedy pro Berďajeva rok 1894, kdy vstoupil na univerzitu v Kyjevě. V páté kapitole svého životopisu s názvem Obrácení se k socialismu. Svět revoluční. Marxismus a idealismus. se Berďajev zmiňuje o D.J. Longvinském. Byl Berďajevovým spolužákem na přírodovědecké fakultě a dokonce se stal filozofovým přítelem. To byl u samotářského Berďajeva, jak sám píše, jev zcela neobvyklý. Právě skrze svého přítele se Berďajev dostal do okruhu studentů sympatizujících s marxismem. Berďajev viděl, že ruský socialismus je úplné novum a snažil se tedy definovat svůj vztah k tomuto hnutí. „Marxismus označoval dokonale novou formaci, byl krizí ruské inteligence. Na konci 90. let se vytvořilo marxistické hnutí, které mělo mnohem vyšší kulturní úroveň než ostatní hnutí revoluční inteligence. Byl to typ velmi málo podobný tomu, z něhož později vyšel bolševismus. Stal jsem se kritickým marxistou, a to mi dalo možnost zůstat idealistou ve filozofii. Pro staré ruské revolucionáře byla revoluce náboženstvím. Pro mne revoluce náboženstvím nebyla.“
Podle dalších náznaků v autobiografii můžu konstatovat, že Berďajevovi se marxismus jevil jako mezinárodní (celosvětový) fenomén. Marxismus chápal ve svém raném období jako proud „poevropšťující“ myšlení ruské inteligence. Byl jím do značné míry „poblázněn“, tak jako většina ruské, ale i evropské inteligence přelomu 19. a 20. století. Ale již za několik málo let začal být Berďajevův přístup kritičtější. Ruskou inteligenci ještě carské doby popisoval Berďajev například takto:
Inteligence je sto uvěřit jakékoli filosofii, avšak pouze s podmínkou, že bude obhajovat její sociální ideály a zároveň nekriticky odmítne každou, byť sebehlubší a sebepravdivější filosofii jen proto, že považuje svůj vztah k těmto tradičním hodnotám a ideálům za negativní, či jen kritický. Nepřátelství vůči idealistickým a nábožensko-mystickým směrům a ignorování původní ruské filosofie plné tvůrčích schopností je založeno na této „katolické“ psychologii. Všeobecný utilitarismus v hodnocení čehokoli a uctívání lidu, jednou rolnictva, jindy proletariátu se stává morálním dogmatem většiny inteligence. … Ukázalo se, že falešnáláska k člověku zabíjí lásku k Bohu, neboť láska k pravdě, stejně jako ke kráse a ke všem absolutním hodnotám, je vyjádření lásky k božství.
Nikolaj Berďajev, Filosofická pravda a „pravda“ inteligence
V příspěvku do sborníku o ruské inteligenci s názvem Milníky se vyznal ze svého poblouznění a kritikou sebe sama a svých současníků chtěl dosáhnout revize ruského filozofického i politického diskurzu.
Konzervatismus a zkostnatělost v duševním životě se u nás skloubily se zalíbením v novinkách, v nejnovějších evropských proudech, které však nikdy nebyly vnímány v celé své hloubce. Totéž se dá říci i o oblasti filosofie. Do očí bije především fakt, že vztah k filosofii byl stejně nekulturní jako vztah k ostatním duchovním hodnotám. Filosofie ztratila samostatnost a utilitárně se podřídila společenským cílům. Výsadní, despotická nadvláda utilitárně-morálních kritérií a spolu s tím absolutní nadvláda lásky k lidu a proletariátu, zbožšťování lidu a pro něj užitečných zájmů, stejně tak jako útlak ze strany politického despotismu – to vše vedlo k tomu, že úroveň filosofické kultury je u nás velmi nízká, že filosofické znalosti a rozvoj filosofie byly mezi naší inteligencí velmi málo rozšířeny.
Nikolaj Berďajev, Filosofická pravda a „pravda“ inteligence
Marxismem se filozof zabýval i na sklonku svého života, zvláště v díle Říše ducha a říše císařova. Toto pojednání bylo jedním z Berďajevových posledních děl, která stačil před smrtí v exilu napsat. Je pro nás zajímavé, protože o marxismu zde může Berďajev psát vyzbrojen zkušeností. V roce 1947, kdy Říše ducha a říše císařova vyšla, byl Berďajev vyzbrojen nejen zkušeností s marxistickou filozofií, ale i s důsledky aplikace takové teorie v sovětském Rusku. Odhaduji, že člověk Berďajevova ražení měl enormní zájem a unikátní možnost sledovat důsledky použití deformovaného marxismu a hodnotit jej z vnějšku, tedy z exilu. V kapitole příznačně nazvané Protiklady marxismu se autor pokouší vysvětlit důvody, které vedly k zesilování pozice marxistické ideologie.
Příčinou pozoruhodné dynamiky a působivosti marxistického komunismu je fakt, že má všechny znaky náboženství. Vědecká teorie a politická praxe by nikdy nemohly sehrát tak významnou roli. Mezi hlavní náboženské rysy marxismu patří jeho strohý dogmatický systém (třeba že si jinak zachovává praktickou pružnost), rozdělení na ortodoxii a herezi, zkostnatělost filosofie vědy, „svatá písma“ Marxe, Engelse, Lenina a Stalina, jež mohou být pouze vykládána, nikoli zpochybňována; rozdělení světa na dvě části: věřící vyznavače a nevěřící nepřátele; hierarchicky organizovaná komunistická církev s direktivami shora.
Nikolaj Berďajev, Říše ducha a říše císařova

### Bohohledačské období
Berďajev ve Vlastním životopise zeširoka popisuje vliv rodiny na svůj duchovní růst i své obrácení se ke křesťanství, na své celoživotní hledání Boha. Filosofův otec vyrostl v církevně-mnišské atmosféře. Časté půsty v něm podle Berďajeva vystupňovaly nechuť k církevním strukturám i dogmatům. Otec byl, v intencích své doby a hlavně svého vysokého společenského postavení, voltairovcem a osvícencem. V jeho pochopení Boha se zračil deismus. Berďajevova matka byla více Francouzskou nežli Ruskou. Ačkoli po otci pravoslavná, přejala matčinu katolickou duchovnost. Jinak prý neviděla mezi pravoslavím a katolictvím nijakých rozdílů. Sedmá kapitola Berďajevovy autobiografie s názvem Obracení se ke křesťanství. Náboženské drama. Duchovní setkávání se., začíná tvrzením, že filozof neměl žádné tradiční pravoslavné dětství, neměl ani žádné trvalé dojmy z velmi silně působící pravoslavné liturgie. Dokonce se mu, jak tvrdí, více líbil katolický ritus. Berďajev ale nevyšel z naivní ortodoxie, kterou chápal jako dědictví rodičů, jako něco daného. Z Berďajevova vyprávění můžeme cítit i jistou lítost z toho, že jako dítě neprožíval pravoslavnou bohoslužbu tak intenzivně, jak by si přál. Podařilo se mu to až v dospělosti.
Berďajev považoval pravoslaví, zcela oprávněně, za více iracionální a hůře definovatelné než katolictví či protestantismus. Ve větší iracionalitě pravoslaví viděl Berďajev její větší svobodu. A původ svobody viděl filozof u Boha. „Ale tuto svobodu jsem neprožíval jako lehkost, ale jako těžkost. V tomto chápání svobody jako povinnosti, břemene, jako zdroje tragismu je mi zvláště blízký Dostojevskij. Právě zřeknutí se svobody vytváří lehkost a může dát štěstí poslušným „kojencům“. Dokonce hřích pociťuji ne jako neposlušnost, ale jako ztrátu svobody. Svobodu však cítím jako božskou. Bůh je svoboda a svobodu dává. On není vládce, ale Osvoboditel, Osvoboditel z otroctví světa. Bůh působí skrze svobodu a na svobodu. On nepůsobí skrze nezbytnost a na nezbytnost. On nenutí, aby byl uznán. V tomto je skryto tajemství světového života. Toto je prvotní náboženská zkušenost, popletená a zkreslená vrstvami světové nezbytnosti.“

### Vztah církve s okolní realitou
Berďajev intenzivně zkoumal problém vztahu církve s okolní realitou. Při řešení tohoto problému podroboval kritice rozšířený názor, který chápal církev jen jako hierarchizovanou instituci. Tento pohled se nám zdá vcelku přirozený. Církev je ve skutečnosti institucí, jejíž představitelé vždy využívali, či zneužívali svých práv. To Berďajev věděl velmi dobře i vzhledem ke své dřívější exkomunikaci. Církev ale nechápal tak jednostranně. Přemýšlení o církvi chtěl očistit od nánosů světskosti. Chápal jí především jako materiálně neuchopitelnou skutečnost. „Podstata církve je duchovní. Církev náleží duchovnímu světu, nikoli světu přirozenému. To však neznamená, že by se církev nevtělovala a viditelně neprojevovala v přírodním a dějinném světě, že by zůstávala neviditelnou.“ Další vlastnost, kterou Berďajev přisuzuje církvi je Sobornosť (Můžeme přeložit jako soudržnost, či příslušnost k církvi, resp. k chrámu.). Je to vlastně způsob vnímání duchovních zkušeností. Berďajev je přesvědčen, že při duchovním setkávání s Kristem skrze církev (jako metafyzickou platformu pro tato setkání), se člověk setkává i se všemi, kteří podobnou zkušenost zažili. Tento člověk se chce setkat s Kristem, ale zároveň se setkává i s „celým křesťanským světem, s apoštoly, světci, s bratry v Kristu, živými i zemřelými. K církvi patří nejen žijící pokolení, ale i všechna pokolení zemřelá, i ta žijí spolu s církví, s nimi se všemi trvá skutečné společenství. Toto je bytostný projev církve.“ Berďajev byl nonkonformní myslitel, ale chápal původní podstatu církve „jako duchovního organismu, jako mystického těla Kristova.“ Tato tvrzení jsou zcela v intencích Berďajevovy křesťanské personalistické filozofie.

### Theodicea
Berďajev zkoumal i problém theodiceje (Poprvé použil tento pojem G. W. Leibniz roku 1710. Je to ovšem starší filosofický problém týkající se ospravedlnění Boha vzhledem k existenci zla na světě.), který je jedním z nejdůležitějších a nejzkoumanějších fenoménů filozofie a teologie. Otázkou je, jak se vyrovnat s utrpením na zemi, kterému Bůh nezabraňuje. Při řešení tohoto problému si Berďajev vypomáhá Dostojevským. Středobodem Dostojevského zájmu totiž je utrpení a vyrovnávání se s utrpením. Každá jeho literární postava prochází přerodem skrz utrpení. S touto zkušeností ovšem nakládá každá po svém. Berďajev, který si vypůjčuje Dostojevského přístup, si tedy myslí, že to, co rodí utrpení, je svoboda. Ani jeden z myslitelů nechce svět bez svobody, a tedy bez utrpení. Stejně tak nechtějí svět bez utrpení, ale i bez zápasů o dobro. Bůh je pro mnoho lidí i pro učení křesťanských církví ekvivalentem moci a síly. Pro Berďajeva tomu tak není. Chápe kategorie moci a síly jako sociologický konstrukt. Jako produkt „sociologických domluv či sugescí“. Moc a síla jsou podle Berďajeva kategoriemi aplikovatelnými např. na stát. Stát má ovšem podle filozofových slov v poměru k Bohu nízký základ. Proto nejsou kategorie jako moc a síla převoditelná na uvažování o Bohu. Bůh nemá moc a sílu.

### Berďajev a jeho možnosti uplatnění v emigraci
Berďajev si uvědomoval, možná lépe než ostatní, že nový komunistický režim bude nepřátelský vůči svobodnému vyjádření názoru. Jistě předpokládal, že tento režim se bude prosazovat násilím. I přesto chtěl ve své rodné zemi zůstat. Všichni tehdejší myslitelé si přáli modernizaci Ruska, ale Berďajev upozorňoval, že tato modernizace přinese jen škody, pokud bude vedena „petrohradskou byrokratickou myslí po evropské sekulární, racionální a technokratické cestě“.

### Berlín
Berlín byl už tehdy městem s početnou ruskou diasporou. Nacházeli se zde emigranti ještě z dob carského Ruska, ale i pozdější. Berďajev strávil v Německu dva roky života. Z jeho vlastních zápisků je patrné, že se v emigraci dosti trápil. Jednak proto, že nemohl působit ve své milované vlasti a také proto, že ho Rusové v berlínské diaspoře nechtěli přijmout. Důvodem averze k celé skupině emigrantů byl jejich příjezd z již mezinárodně uznaného Sovětského svazu. Mezi berlínskými krajany se dokonce šířily domněnky, že tito nově přišedší jsou Leninovými agenty, kteří byli vysláni za účelem rozbití zahraniční „opozice“. Nejspíše se stejně jako my podivovali nad tím, že emigranti z lodí filozofů nebyli prostě zastřeleni.
Nicméně i přes tuto epizodu došlo k několika setkáním s představiteli berlínské bílé emigrace. Sám Berďajev se setkal s vůdcem bílého hnutí, ekonomem a filozofem Petrem Struvem. Struve se s Berďajevem znal už z mládí, kdy oba dva propadli šálivému kouzlu marxismu. Ovšem v emigraci se rozkmotřili a přerušili styky. Struve jako protibolševický radikál, kterým byl ostatně Berďajev taktéž, nemohl např. pochopit Berďajevův názor z roku 1922, kdy se filozof vyjadřuje kladně k otázce mezinárodního uznání sovětské moci. Tedy pokud bude sovětské Rusko zařazeno do světového dění, budou zmírněny nejhorší stránky bolševismu.
Přes počáteční neshody s bílou emigrací se Berďajev rychle zapojil do kulturního života diaspory. To se projevilo v založení takzvaného Ruského vědeckého institutu už roku 1922. Byla to v podstatě platforma pro kulturní a vědecký život ruské inteligence v Berlíně a Berďajev se stal jedním z děkanů institutu. Vedl kurzy historie ruského myšlení a kurzy etiky. Za krátkou dobu vznikla ještě další instituce. Byla to Religiózně-filozofická akademie, jejíž vznik inicioval sám Berďajev za podpory v Německu působící americké organizaci YMCA. Filozof akademii chápal jako pokračovatelku předrevoluční moskevské Svobodné akademie duchovní kultury. Akademie pořádala každý měsíc cyklus přednášek, které se často týkaly osudů Ruska po bolševické revoluci. Je zajímavé, že první sjezd akademie se konal v Československu, konkrétně v Přerově.
Berďajev se i díky svému až nerusky vypjatému individualismu necítil mezi krajany příliš dobře. Snáze si myšlenkové spřízněnce získával mezi domácími německými mysliteli. Spřátelil se například s významným německým filozofem Maxem Schelerem, nebo s Hermannem Keyserlingem. V Berlíně se setkal též s Oswaldem Spenglerem, jedním z největších duchů té doby a velkým inspirátorem ruského myšlení v emigraci. V očích těchto mužů byl Berďajev jediným ruským filozofem, kterého považovali za Evropana. Berďajev byl jakoby rozkročen mezi východem a západem. Díky svým zkušenostem dokázal postihnout rozdíly mezi duchem „Západu“ a duchem Ruska: „Proto v ruské přírodě, v ruských domech, v ruských lidech jsem často cítil děsivost, tajemno, což necítím v západní Evropě, kde jsou elementární duchové spoutáni a zakryti civilizací. Západní duše je mnohem více racionalizovaná, uspořádaná, organizovaná rozumem umělé civilizace, než ruská duše, ve které vždy zůstává iracionální, neorganizovaný a neuspořádaný prvek. Proto je ruský duševní život více vyjádřen a je vyjádřen ve svých krajních prvcích, než duševní život západního člověka, který je více zakrytý a potlačený normami civilizace. Západní lidé musí být tímto ohromeni, když čtou ruskou literaturu, a to nejen Dostojevského a Tolstého, ale i Turgeněva a Čechova. Rusové jsou mnohem více sociabilní (ne sociální v normativním slova smyslu); mají větší sklon a schopnost ke stýkání se než lidé západní civilizace. Rusům chybí podmíněnost ve stýkání se. Mají potřebu vidět se nejen s přáteli, ale i s dobrými známými, dělit se s nimi o myšlenky a prožitky, přít se.“

### Paříž
Do Paříže přijel filozof v roce 1924, a ihned navázal na práci, se kterou začal v Německu. Religiózně-filozofická akademie byla přemístěna do Paříže a její činnost byla záhy rozšířena. Navíc Berďajev začal v rámci akademie vydávat časopis „Путь“ (česky Cesta). Ten se stal bází pro vyjádření názorů ruských náboženských myslitelů. Časopis byl vydáván plných 14 let, tedy do doby, kdy Paříž a celá Francie padla do rukou nacistů.
Lesley Chamberlainová ve své knize Parník filozofů prezentuje i některá statistická data, která se týkají počtu emigrantů ruského původu žijících v Paříži. Chamberlainová uvádí, že mezi lety 1921 a 1931 se počet členů ruské diaspory zdvojnásobil. Podle oficiálních údajů, které jsou podhodnocené, měla tato diaspora až 82 000 osob. Příchodem první vlny emigrantů po vzniku SSSR se společenský život ruské diaspory v Paříži, ale i jiných emigrantských centrech ruské inteligence (jako byl Bělehrad, Berlín, Praha a později i New York), velmi rozšířil. Kromě výše zmiňované Berďajevovy Religiozně-filozofické akademie vznikla v Paříži i Francouzsko-ruská univerzita a Pravoslavný teologický institut a seminář. Tato univerzita vznikla již v roce 1925. Tedy pouze rok po příchodu velké části ruských emigrantů z Berlína. Byl to strach z budoucích osudů výmarské republiky, který uspíšil rozhodnutí řady emigrantů o přesídlení do Paříže a jiných měst. Důvodem odchodu z Berlína, jak ve své knize naznačuje Chamberlainová, byla pro mnohé také inflace německé měny. Emigranti se svými úsporami vyžili v Německu stále obtížněji.
Ruská inteligence zakládala v cizině školy všech stupňů především pro posluchače, kteří se etablovali přímo z emigrantských kruhů. Znamená to, že tyto školy navštěvovali především děti emigrantů narozených ve vlasti, ale i v diaspoře.I francouzské elity si vážily ruských emigrantů. Nejznámější francouzská univerzita Sorbonne přijímala některé emigranty, kteří následně vedli přednášky a semináře týkající se ruských dějin, nebo literatury a filozofie. Sorbonne organizovala i mnoho veřejně přístupných přednášek na kterých prezentovali svou práci ruští emigranti vzdělaní v různých oborech. „Témata ruských přednášek o historicko-filozofických otázkách na Sorbonne byla rozmanitá a lákavá. V akademickém roce 1924–1925 to byly mimo jiné přednášky Lva Šestova o Pascalovi a Dostojevském či Alexandra Koyré o „Vladimiru Solovjovovi a jeho současnících“. Ve stejném týdnu, kdy Konstantin Močulskij přednášel o „Puškinovi a jeho plejádě“, se konalo jevištní představení Tolstého posledního románu Vzkříšení v ruštině.“
Berďajev pocházel ze vzdělané důstojnické rodiny, jeho starším bratrem byl Serhij Berďajev. Už v mládí četl Hegela, Schopenhauera a Kanta a naučil se řadu jazyků. Roku 1894 začal studovat na univerzitě v Kyjevě a jako mnoho jeho současníků se stal marxistou. V roce 1898 byl zatčen, vyloučen ze studia a strávil tři roky ve vyhnanství. Roku 1904 se oženil a usadil se v Petrohradě, kde se pilně účastnil intelektuálního života a začal se zabývat filosofií náboženství. Patřil ke skupině ruských intelektuálů, kteří se roku 1909 sborníkem Věchi přihlásili ke křesťanství.
Když Vasilij Zeňkovskij ve svých Dějinách ruské filosofie analyzoval Berďajevovy filosofické názory, rozdělil jeho tvorbu do čtyř period:

Pro první období Berďajevovy tvorby je charakteristický zájem o etické téma. Druhé období je poznamenáno nábožensko-mystickým přelomem v Berďajevově životě. Od té doby se náboženská motivace stává trvalou součástí jeho filosofie. Ve třetím období se u Berďajeva projevuje zájem o historiosofické téma a zájem o filosofii dějin, který u něj zůstává silný až do konce života, kdy se zabýval především eschatologií a vytvořil svůj originální koncept „eschatologické metafyziky“. Poslední čtvrté období je spjato s personalistickým myšlením, které se stalo základem Berďajevovy personalistické etiky a antropologie. Vedle těchto čtyř aspektů zdůrazňuje Zeňkovskij dvě centrální Berďajevovy myšlenky, které jsou základními stavebními kameny celé jeho filosofie. První z nich je … princip objektivace, druhou primát svobody před bytím.[nedostupný zdroj] 
Jako pravoslavný křesťan zastával Berďajev křesťanský univerzalismus a několikrát ostře kritizoval pravoslavnou církev. Za článek o Svatém synodu roku 1913 byl obviněn z rouhání a měl být odsouzen k doživotnímu vyhnanství, čemuž zabránila Světová válka a bolševická revoluce. V článku Pravda pravoslaví svůj postoj charakterizoval takto:
—  Nikolaj Berďajev. Pravda pravoslaví.
Berďajev napsal více než 25 knih, které byly přeloženy do mnoha jazyků, a ovlivnil řadu myslitelů i celou francouzskou filosofii před válkou i po válce, vyvolal ale také mnoho sporů, jak s existencialistickými filosofy, tak s teology. Jeho myšlenky svobody a lidské tvořivosti i „kosmická“ představa vzkříšení a spásy se ujaly jak ve francouzském personalismu, tak v křesťanském a zejména katolickém myšlení poválečné doby.

## Dílo v češtině
- N. Berďajev, Dostojevského pojetí světa. Praha : OIKOYMENH, 2000. ISBN 80-7298-020-3
- N. Berďajev, Duch a skutečnost. CDK: Brno 2008
- N. Berďajev, Duše Ruska. Brno : Petrov, 1992. ISBN 80-85247-39-9
- N. Berďajev, Filosofie lidského osudu: (fragmenty z knihy Smysl dějin). Brno : "Zvláštní vydání...", 1994. ISBN 80-85436-32-9
- N. Berďajev, Filosofie svobody. 1. Díl., Filosofie náboženství. Olomouc : Votobia, 2000. ISBN 80-7198-486-8
- N. Berďajev, Filosofie svobody. 2. Díl., Původ zla a smysl dějin. Olomouc : Votobia, 2000. ISBN 80-7198-490-6
- N. Berďajev, Filosofie svobodného ducha, 1. část. Červený Kostelec : Mervart, 2009. ISBN 978-80-86818-97-9
- N. Berďajev, Filosofie svobodného ducha, 2. část. Červený Kostelec : Mervart, 2009. ISBN 978-80-86818-98-6
- N. Berďajev, Nový středověk : úvaha o osudu Ruska a Evropy. Červený Kostelec : Mervart, 2004. ISBN 80-86818-05-5
- N. Berďajev, O hodnotě křesťanství. Brno : Větrné Mlýny, 1998
- N. Berďajev, O otroctví a svobodě člověka : pokus o personalistickou filosofii. Praha : OIKOYMENH, 1997. ISBN 80-86005-50-X
- BERĎAJEV, Nikolaj A. Prameny a smysl ruského komunismu. Překlad přeložil Jakub Šedivý. Praha: Prostor, 2012. 220 s. Dostupné online. ISBN 978-80-7260-262-9.
- N. Berďajev, Říše ducha a říše císařova. Červený Kostelec : Mervart, 2005. ISBN 80-86818-16-0
- N. Berďajev, Ruská idea : základní otázky ruského myšlení 19. a počátku 20. století. Praha : OIKOYMENH, 2003. ISBN 80-7298-069-6
- N. Berďajev, Smysl dějin : pokus o filosofii člověka a jeho osudu. Praha : I.S.E. (později OIKOYMENH), 1995. ISBN 80-85241-91-9
- N. Berďajev, Vlastní životopis. Centra Aletti Refugium Velehrad-Roma, Olomouc, 2005, ISBN 80-86715-44-2. tento překlad Markéty Válkové získal anticenu Skřipec za nejhorší překlad roku 2005, redaktor Michal Altrichter.[24]
- N. Berďajev, S. Bulgakov, M. Geršenzon, A. Izgojev, B. Kisťakovskij, P. Struve, S. Frank, Věchi (Milníky) – Sborník článků o ruské inteligenci. Červený Kostelec : Mervart, 2003. ISBN 80-903047-8-8